# 광양 다압 섬진진터 석비좌대
광양 다압 섬진진터 석비좌대(光陽 多鴨 蟾津鎭址 石碑座臺)는 대한민국 전라남도 광양시 다압면에 있는 조선시대의 좌대이다. 2006년 12월 27일 전라남도의 문화재자료 제262호로 지정되었다.

## 개요
다압면 도사리 섬진마을에 위치하였던 섬진진은 하동과 연결되는 가장 큰 규모의 군사 요충지였을 것으로 추정된다. 뿐만 아니라 진상면에는 섬거역이 있었고, 다압면 신원리 원동에는 섬진원이 있어 섬진나루는 전라도와 경사도를 잇는 교통의 요충지였다. 문헌상 섬진진에 대한 기록이 나타나는 것은 임진왜란 때이다. [湖南鎭地]에 의하면 '처음 섬진에 군사를 배치한 사람은 이충무공으로 섬진의 건너쪽인 豆恥에 助防軍을 두어 이곳을 지키게 했다'라고 기록되어 있다. 또한 [曦陽誌]에 "임진왜란 후인 1603년 통영에서 이곳을 都廳을 설치하고 군사를 뽑기 시작하였으며, 정식으로 수군진을 삼은 것은 1705년으로 이곳에 종8품의 별장을 두었다"고 하였다. 이 별장의 직급을 언제 높였는지는 정확히 알 수 없으나 [여지도서]에는 종6품으로 기록되어 있다.
섬진진에는 성이 축조되지는 않았으나 [曦陽誌]에 "誓海館"이란 집무청 및 창고 6채와 衙舍 등 8채의 집이 있으며, 병선으로는 防船 2隻, 伺候船 2隻이 있었다. 또한 당시의 주둔군은 359명이었으며, 鎭 주변에는 민가 88호가 있었다"고 기록하고 있다. 그러나 이 기록 당시 鎭은 폐쇄되고 없었으므로 구체적으로 어느 시기를 가리키는 것인지 알 수 없고 鎭이 폐쇄되기 이전인 1895년 이전이라는 것만 알 수 있을 뿐 자세한 것은 알 수 없다. 현재 鎭址의 유적상황을 살펴보면 [수월정유허비] 주위에 별장들의 공적비를 세웠던 것으로 추정되는 비의 좌대 4기가 남아 있다. 또한 衙舍와 內衙, 진창과 작청, 군기, 장청, 성황당 터와 배를 묶는데 사용하였다는 선돌바위가 있다.

## 참고 자료
- 광양다압섬진진터석비좌대 - 국가유산청 국가유산포털